# Groß-Siegharts
Groß-Siegharts es una localidad del distrito de Waidhofen an der Thaya, en el estado de Baja Austria, Austria, con una población estimada a principio del año 2018 de 2775 habitantes. 
Se encuentra ubicada al noroeste del estado, a poca distancia de la frontera con República Checa y al norte del río Danubio.